# Cazaril-Tambourès
Cazaril-Tambourès is een gemeente in het Franse departement Haute-Garonne (regio Occitanie) en telt 75 inwoners (2009). De plaats maakt deel uit van het arrondissement Saint-Gaudens.

## Geografie
De oppervlakte van Cazaril-Tambourès bedraagt 6,9 km², de bevolkingsdichtheid is dus 10,9 inwoners per km².
De onderstaande kaart toont de ligging van Cazaril-Tambourès met de belangrijkste infrastructuur en aangrenzende gemeenten.

## Demografie
Onderstaande figuur toont het verloop van het inwonertal (bron: INSEE-tellingen).